# St. Johannes Baptist (Schildesche)

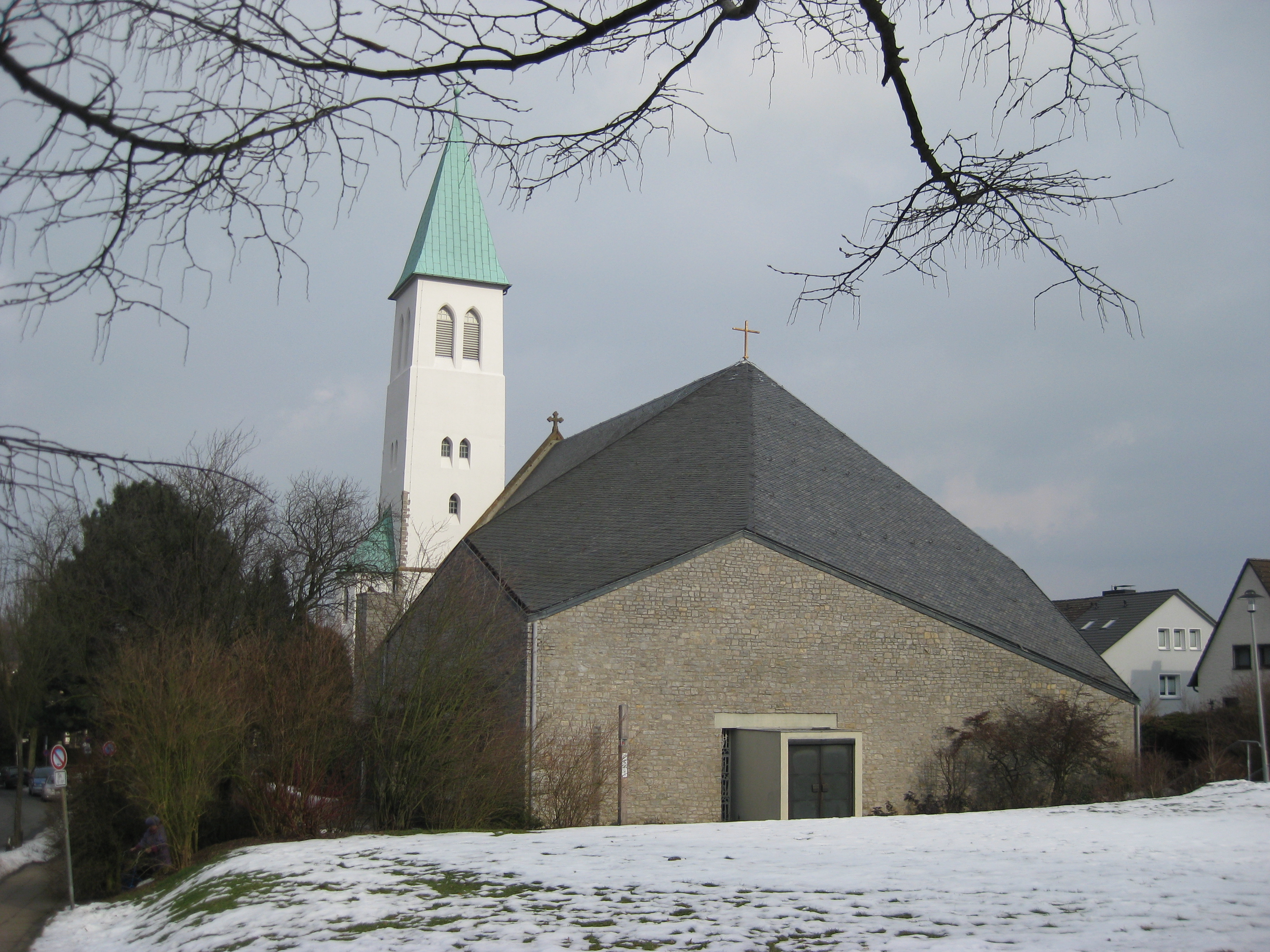
St. Johannes Baptist in Bielefeld-Schildesche

St. Johannes Baptist ist eine römisch-katholische Pfarrkirche im Bielefelder Stadtteil Schildesche. Kirche und Gemeinde gehören zum Pastoralverbund Schildesche-Jöllenbeck des Dekanats Bielefeld-Lippe im Erzbistum Paderborn.

## Geschichte
Die ursprüngliche Kirche entstand in den Jahren 1911–1912. 1966 wurden Chorraum und Sakristei abgerissen und durch einen Anbau nach Plänen von Paul Johannbroer ergänzt. Dieser war nötig geworden, da der bisherige Gottesdienstraum nicht mehr ausreichte. Gleichzeitig sollten die Vorgaben dies Zweiten Vatikanischen Konzils umgesetzt werden.

## Architektur
Der ältere Teil der Kirche besteht aus einem dreischiffigen Langhaus mit Kreuzgratgewölben. Am Giebel befindet sich der Kirchturm.
Der Erweiterungsbau ist rechteckig und greift im Osten den Verlauf der alten Kirchenwand auf, während er im Westen breiter ist. Die Wandflächen des Anbaus sind ungegliedert und in Naturstein gefertigt. Die Giebel sind flach gehalten; die Firste liegen nicht mittig über den Wänden. Im Inneren ist der Neubau mit einer Holzdecke verkleidet. Der Altarraum ist um vier Stufen erhöht.

## Ausstattung
Im Neubau bildet das Gestühl einen Viertelkreis um den Altar. Die Ostwand ist vollständig verglast; die Betonglaselemente stammen von Johannes Beeck.